# Epitafium

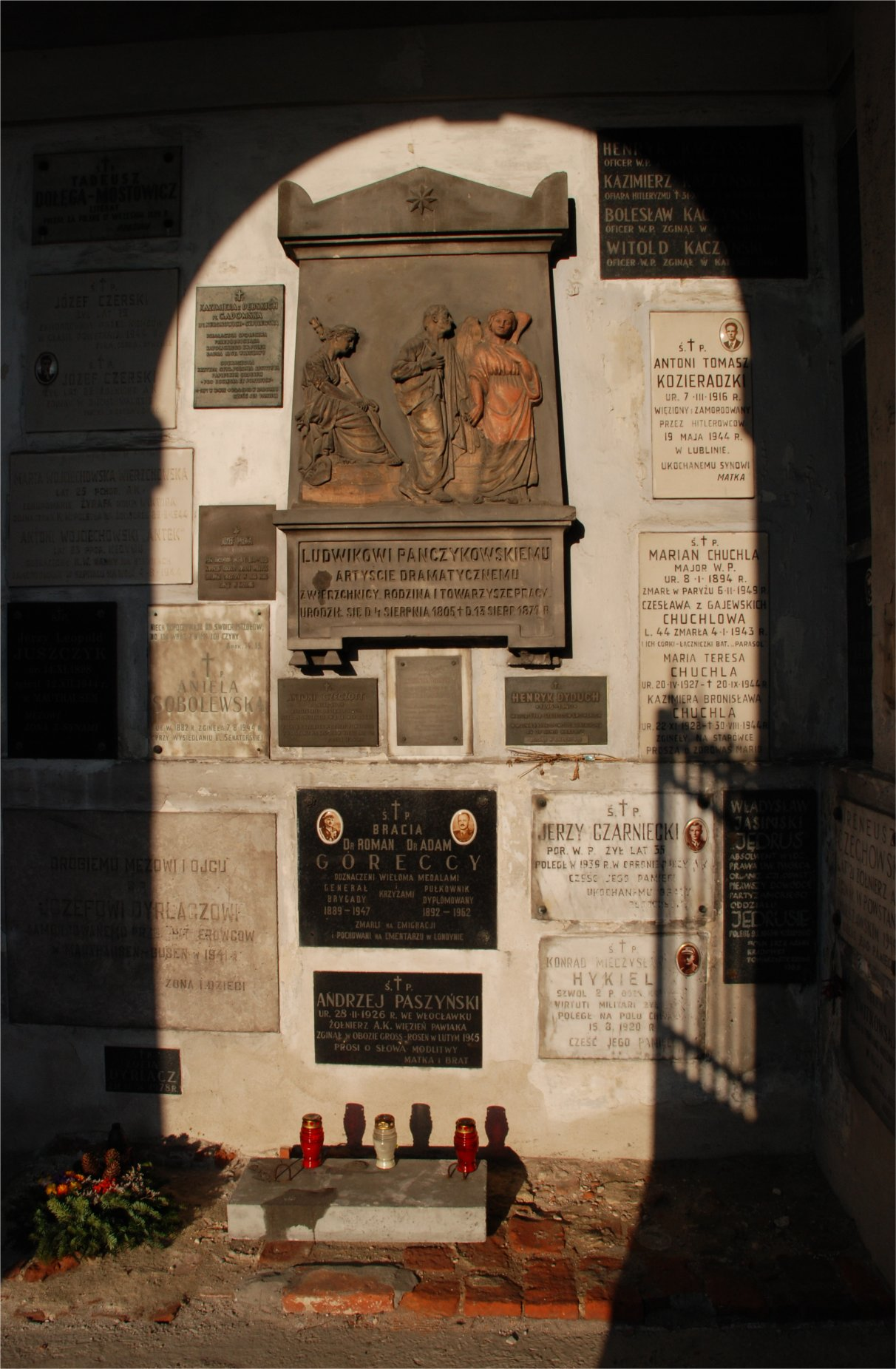
Epitafia we wnętrzu krużganków kościoła św. Antoniego z Padwy w Warszawie

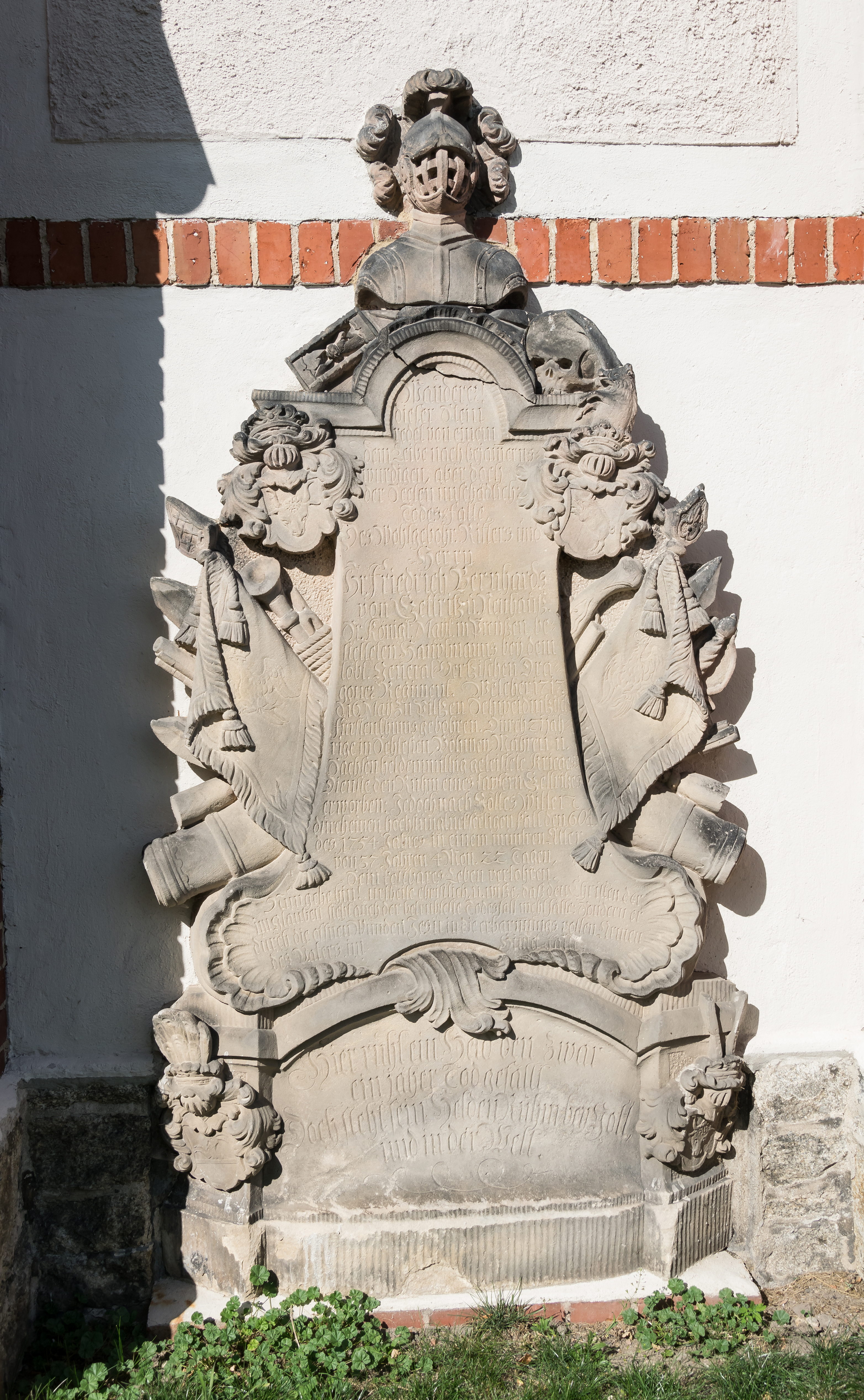
Epitafium na ścianie kościoła w Boleścinie

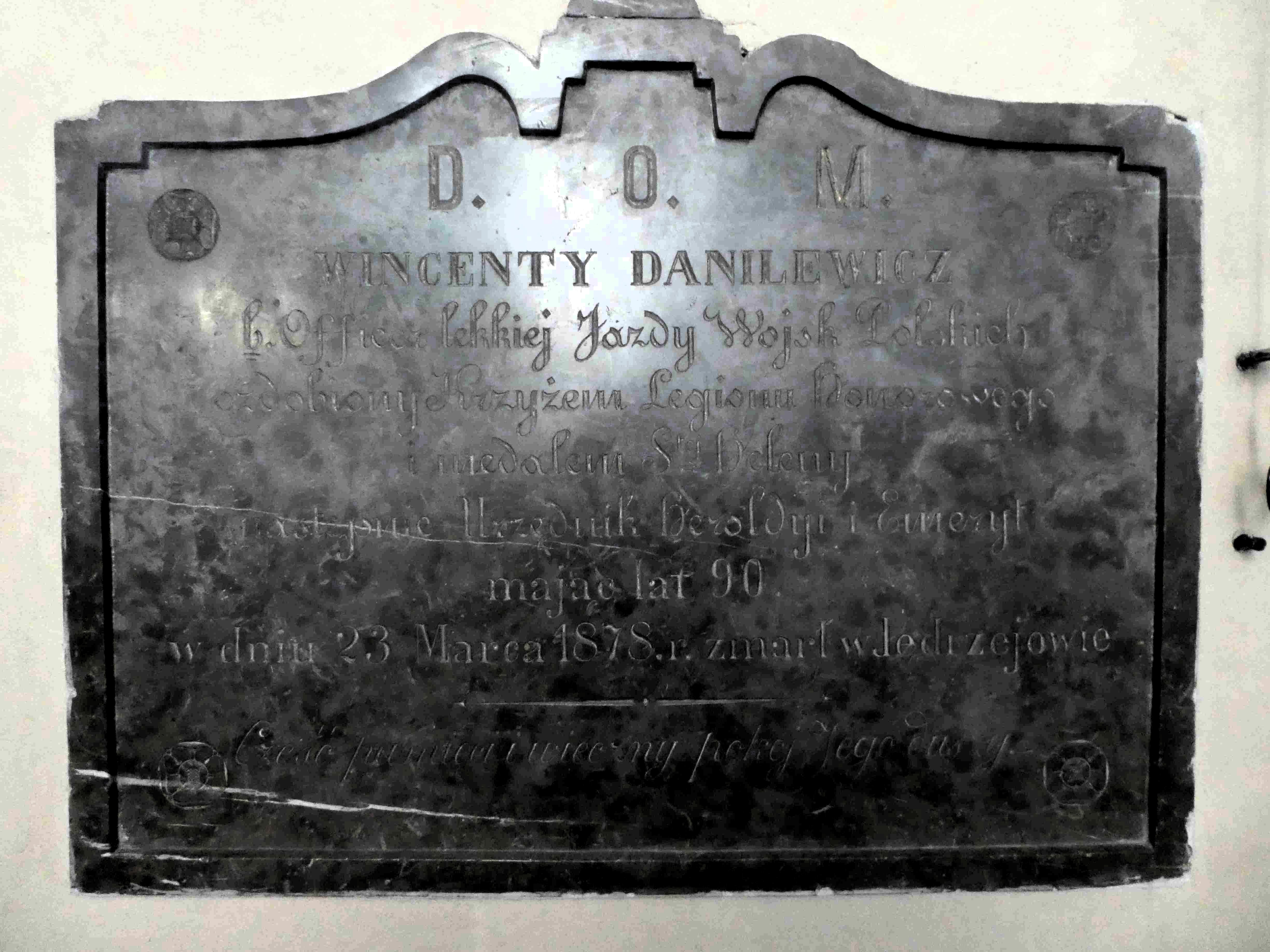
Epitafium Wincentego Danilewicza na ścianie kościoła Świętej Trójcy w Jędrzejowie

Epitafium (z gr. ἐπιτάφιος epi-taphios, „nad grobem”, „na kamieniu nagrobnym”) – napis umieszczony na nagrobku lub pomniku, upamiętniający lub sławiący zmarłego.

## Charakterystyka epitafium
Forma epitafium ukształtowana się w Atenach w V wieku p.n.e., w trakcie wojen z Persami: było ono zwięzłym i krótkim utworem, często o charakterze panegirycznym. Tekst poetyckiego epitafium zapisywano w skróconej formie dystychu elegijnego; niezwykle rzadko w nim wspominano wprost o śmierci i umieraniu, nie nazywając ich po imieniu, o ile nie dotyczyło to zabójstwa.

„Tu złożono Leburde, mistrza gry scenicznej, który żył mniej więcej sto lat. Ileż razy umierałem!
Tak jednakże nigdy. O dobre zdrowie dla was wstawiam się u bogów”.
„Podejdź bliżej, przechodniu, i wypocznij chwilę. Nie godzisz się, odmawiasz? A jednak będziesz musiał tutaj wrócić”.
„Pewien jestem, że jutra nie ma”.
„Spoczywam tu ja, Florus, woźnica, dziecko jeszcze. Szybko chciałem pędzić, szybko stoczyłem się w ciemność”.
(tłum. Stanisław Kasprzysiak)

Epitafia nie stroniły od czarnego humoru, jak np. w tekście na steli z IV – III wieku p.n.e.:

Ja, Radios, tutaj spoczywam
Zmilczam śmieszne sprawy
i po całej ziemi szkody kretów zostawiam.
Jeżeli ktoś uważa inaczej, niech zejdzie na dół
i tutaj ze mną podyskutuje.
(tłum. Andrzej Wypustek)

Niemal równolegle z rozwojem epitafiów w postaci klasycznej – podniosłej, patetycznej i poważnej, przebiegał ich rozwój w formie humorystycznej – komicznej lub satyrycznej. O ile pierwsze przeznaczano głównie na nagrobki, to drugie powstawały ku uciesze i rozrywce, stanowiąc tym samym swoiste remedium na lęki związane z nieuchronnością śmierci. Wśród znanych twórców podobnych epitafiów stworzonych w polszczyźnie wymienić można m.in. Jana Kochanowskiego, Daniela Naborowskiego, Wandę Chotomską, Mirona Białoszewskiego, Wisławę Szymborską czy Mariusza Parlickiego.
Epitafium mogło też zawierać portret zmarłego (malowany lub płaskorzeźbiony) albo scenę figuralną, a także odpowiednie symbole i elementy alegoryczne. Mogło być również pomnikiem nagrobnym w postaci ozdobnej płyty albo tablicy z napisem ku czci zmarłego – najczęściej nie w miejscu pochówku, lecz w innym związanym z daną osobą, np. w kościele (na ścianie, filarze lub posadzce). Wśród epitafiów wystawianych dzieciom znamienne jest to, że poniżej drugiego roku życia niemal nigdy nie określa się jako „przedwcześnie zmarłych”.
W starożytnej Grecji i starożytnym Rzymie epitafia wystawiano również różnym zwierzętom: koniom, osłom, ptakom, zającom, a także myszom (ale nie wieprzom).
Najciekawszy przykład epitafium stanowi znalezisko z Turcji (Tralles w Karii, obecnie Aydin). Epigramat umieszczony na kolumnie zawiera nie tylko sam tekst inskrypcji, ale również epitafium w postaci zapisu znaków muzycznych, będąc jedynym w pełni i w oryginalnej formie zachowany, całkowicie odczytanym i zrozumiałym zapisem starożytnej linii melodycznej. Pieśń do tej melodii – z akompaniamentem harfy – śpiewa Neron w ekranizacji Quo vadis (z 1951 roku).
Epitafia stanowią charakterystyczny element architektoniczny wystroju wnętrz kościołów. Przykładem podobnego dzieła artystycznego może być epitafium Kallimacha według modelu Wita Stwosza, znajdujące się w kościele Świętej Trójcy w Krakowie.
Szczególną odmianą jest autoepitafium, pisane jeszcze za życia przez autora dla siebie samego.

## Wpływ i adaptacje współczesne
- Polski raper Nullo nagrał utwór noszący tytuł Epitafium.
- Duet raperski Avi x Louis Villain również nagrali utwór pt. Epitafium, w którym gościnnie wystąpił Reto
- Na temat epitafium został skomponowany utwór Epitaph przez brytyjski zespół King Crimson i umieszczony na albumie In the Court of the Crimson King
- Epitaph to utwór skomponowany przez brytyjski zespół Judas Priest
- Niemiecki zespół deathmetalowy Necrophagist wydał album pod tytułem Epitaph